# Eva Verona Teixeira Ortet
Eva Verona Teixeira Ortet é ex-deputada cabo-verdiana do Parlamento Pan-Africano . 
É membro do Partido Africano para a Independência de Cabo Verde (PAICV).

Em 2010, regressou ao seu país natal. De setembro de 2014 a 22 de junho de 2016, foi também Ministra do Desenvolvimento Rural durante o 6º Gabinete José Maria Neves .